# Marcelo Mattos
Marcelo Mendonça de Mattos, mais conhecido como Marcelo Mattos (Indiaporã, 10 de fevereiro de 1984) é um ex-futebolista brasileiro que atuava como volante.

## Carreira

### Início
Iniciou sua carreira no Mirassol, clube que na época disputava a primeira divisão do Campeonato Paulista. Ele encerrou sua passagem pelo como segundo jogador com mais partidas pelo Leão Caipira com 133 jogos.
Posteriormente, teve passagem pelo FC Tokyo e Oita Trinita, ambos do Japão.
Regressou ao Brasil para atuar pelo São Caetano, onde se destacou, despertando o interesse de grandes clubes.

### Corinthians
Após o bom Campeonato Brasileiro de 2004 pelo São Caetano, o volante foi contratado pelo grupo investidor MSI, que na época gerenciava o departamento de futebol do Corinthians.

#### 2005
Marcelo Mattos foi a contratação mais barata do Corinthians para a temporada de 2005, porém criou uma forte identificação com o torcedor corintiano, pela liderança, raça e bom futebol apresentados dentro de campo. Rapidamente tornou-se titular absoluto e homem de confiança de todos os treinadores que passaram pela equipe durante o ano, sendo, inclusive, capitão do time por algum tempo.
Ao término do Campeonato Brasileiro de 2005, Marcelo, além de sair com a faixa de Campeão, conquistou também dois títulos de melhor primeiro volante do Brasil, nas eleições feitas pela tradicional Revista Placar - popular Bola de Prata - e pela Confederação Brasileira de Futebol (CBF).

#### 2006
Iniciou a temporada de 2006, cujo principal objetivo era vencer a inédita Copa Libertadores da América, como um dos principais jogadores da equipe. Apesar de mais um bom ano do volante pelo Timão, coletivamente a equipe não obteve o mesmo sucesso do ano anterior, sendo eliminada nas oitavas de final da Libertadores para o River Plate e terminando apenas com uma 9ª colocação no Campeonato Brasileiro. Ainda assim, foi novamente indicado ao prêmio de melhor volante do Campeonato Brasileiro, desta vez perdendo para Mineiro, do campeão São Paulo.

#### 2007
Em 2007, vinha sendo o artilheiro da equipe no Campeonato Brasileiro, até que em julho acertou sua transferência para o Panathinaikos da Grécia.

#### Retorno em 2009
O jogador retornou ao Corinthians por empréstimo até o final do primeiro semestre de 2010. Sendo pouco utilizado por Mano Menezes, no dia 13 de julho de 2010, o jogador foi dispensado, do Corinthians.
Somando as duas passagens, ao todo pelo Timão, o volante entrou em campo 133 vezes e marcou 15 gols.

### Panathinaikos
Em sua primeira temporada no clube grego, foi eliminado com seu time no primeiro mata-mata da Copa da Uefa, mas ficou em terceiro lugar no Campeonato Grego.

### Botafogo
Foi contratado pelo Botafogo por empréstimo até junho de 2011.
Em junho de 2011, Marcelo retornou a Grécia para resolver sua situação com o Panathinaikos, pois seu contrato havia se encerrado e o jogador desejava ficar no Glorioso. O jogador então conseguiu fechar seu contrato em definitivo com o Botafogo.
No Botafogo foi titular absoluto durante três anos, sendo um dos destaques da equipe alvinegra, contando com a mesma raça, liderança e o bom futebol dos tempos de Corinthians. Se destacou especialmente no ano de 2013, quando a equipe alvinegra liderada por Clarence Seedorf, lutou pelo título do Brasileirão, sendo superada pelo Cruzeiro, porém se classificando para a Copa Libertadores da América novamente depois de 18 anos.
Ao todo na equipe alvinegra foram 175 jogos disputados e 2 gols marcados.

### Vitória
Em 2015, após rescindir com o Botafogo por questões salariais, Marcelo Mattos fechou contrato com o Vitória.
Pouco atuou pelo rubro-negro baiano, sendo apenas 10 partidas com nenhum gol marcado

### Vasco da Gama
Em 6 de janeiro de 2016, o Vasco acertou a sua contratação. Marcou seu primeiro gol no dia 19 de março de 2016, em partida contra o Boavista, válida pelo Campeonato Carioca, sendo esse o gol da vitória do Vasco. Uma cena curiosa é que após esse gol, Marcelo Mattos beijou o escudo do Vasco, mesmo estando apenas há três meses no clube. A explicação do jogador foi que o beijo foi de agradecimento ao Vasco por ter aberto as portas para ele e que ele não saberia o que seria dele se o Vasco não o tivesse contratado.
Em setembro de 2016, uma lesão grave no joelho tirou o jogador do restante da temporada.
Em dezembro de 2018, seu contrato foi prorrogado até o final do Campeonato Carioca de 2019.
No dia 28 de março de 2019, após ter passado por cinco cirurgias e dois anos e meio se recuperando da grave lesão, Marcelo Mattos entra no fim do jogo contra o Bangu, válido pela semifinal da Taça Rio, vencido por 1 a 0 pela equipe cruzmaltina.
Entre 2016 a 2019, Mattos jogou apenas 36 partidas pelo Gigante da Colina, 35 delas em 2016. Em 27 de abril de 2019, publicou um texto em que se despedia e agradecia ao Vasco da Gama.

### Santa Cruz
Em 2019, é contratado pelo clube pernambucano para jogar a Série C do Campeonato Brasileiro.

### Dom Bosco-MT
No primeiro semestre de 2020, defendeu o Dom Bosco, do Mato Grosso.

### Bangu
Em agosto de 2020, foi anunciado no Bangu para a disputa da Série D do Campeonato Brasileiro. Marcelo Mattos atuou em sete dos 14 jogos do time, que acabou sendo eliminado na Primeira Fase. No fim do ano, o vínculo do jogador com o clube foi prorrogado até o término do Campeonato Carioca de 2021.

## Estatísticas
Até 16 de setembro de 2016.
| Clube             | Temporada         | Campeonato nacional | Campeonato nacional | Copa nacional[a] | Copa nacional[a] | Competições continentais[b] | Competições continentais[b] | Outros torneios[c] | Outros torneios[c] | Total | Total |
| Clube             | Temporada         | Jogos               | Gols                | Jogos            | Gols             | Jogos                       | Gols                        | Jogos              | Gols               | Jogos | Gols  |
| ----------------- | ----------------- | ------------------- | ------------------- | ---------------- | ---------------- | --------------------------- | --------------------------- | ------------------ | ------------------ | ----- | ----- |
| Mirassol          | Total             | —                   | —                   | —                | —                | —                           | —                           | —                  | —                  | 133   | 5     |
| FC Tokyo          | 2002              | 6                   | 0                   | —                | —                | —                           | —                           | —                  | —                  | 6     | 0     |
| FC Tokyo          | Total             | 6                   | 0                   | —                | —                | —                           | —                           | —                  | —                  | 6     | 0     |
| Oita Trinita      | 2002              | 13                  | 3                   | —                | —                | —                           | —                           | —                  | —                  | 13    | 3     |
| Oita Trinita      | Total             | 13                  | 3                   | —                | —                | —                           | —                           | —                  | —                  | 13    | 3     |
| São Caetano       | 2003              | 30                  | 5                   | —                | —                | 4                           | 0                           | 10                 | 0                  | 44    | 5     |
| São Caetano       | 2004              | 40                  | 1                   | —                | —                | 14                          | 0                           | 8                  | 0                  | 62    | 1     |
| São Caetano       | Total             | 70                  | 6                   | —                | —                | 18                          | 0                           | 18                 | 0                  | 106   | 6     |
| Corinthians       | 2005              | 35                  | 6                   | 2                | 1                | 4                           | 0                           | 10                 | 0                  | 51    | 7     |
| Corinthians       | 2006              | 29                  | 4                   | —                | —                | 11                          | 0                           | 8                  | 0                  | 48    | 4     |
| Corinthians       | 2007              | 8                   | 3                   | —                | —                | —                           | —                           | 11                 | 0                  | 19    | 3     |
| Corinthians       | Total             | 72                  | 13                  | 2                | 1                | 15                          | 0                           | 29                 | 0                  | 118   | 14    |
| Panathinaikos     | 2007-08           | 24                  | 4                   | 4                | 0                | 6                           | 0                           | —                  | —                  | 34    | 4     |
| Panathinaikos     | 2008-09           | 18                  | 0                   | 5                | 1                | 4                           | 0                           | —                  | —                  | 27    | 1     |
| Panathinaikos     | 2009-10           | –                   | –                   | –                | –                | 1                           | 0                           | —                  | —                  | 1     | 0     |
| Panathinaikos     | Total             | 42                  | 4                   | 9                | 1                | 11                          | 0                           | —                  | —                  | 62    | 5     |
| Corinthians       | 2009              | 8                   | 0                   | —                | —                | —                           | —                           | —                  | —                  | 8     | 0     |
| Corinthians       | 2010              | —                   | —                   | —                | —                | 1                           | 0                           | 6                  | 1                  | 7     | 1     |
| Corinthians       | Total             | 8                   | 0                   | —                | —                | 1                           | 0                           | 6                  | 1                  | 15    | 1     |
| Botafogo          | 2010              | 14                  | 0                   | —                | —                | —                           | —                           | —                  | —                  | 14    | 0     |
| Botafogo          | 2011              | 32                  | 1                   | 4                | 0                | 3                           | 0                           | 9                  | 0                  | 48    | 1     |
| Botafogo          | 2012              | 2                   | 0                   | 5                | 0                | —                           | —                           | 17                 | 0                  | 24    | 0     |
| Botafogo          | 2013              | 33                  | 0                   | 8                | 0                | —                           | —                           | 15                 | 0                  | 56    | 0     |
| Botafogo          | 2014              | 5                   | 0                   | —                | —                | 7                           | 0                           | 4                  | 1                  | 16    | 1     |
| Botafogo          | 2015              | 5                   | 0                   | —                | —                | —                           | —                           | 12                 | 0                  | 17    | 0     |
| Botafogo          | Total             | 91                  | 1                   | 17               | 0                | 10                          | 0                           | 57                 | 1                  | 175   | 2     |
| Vitória           | 2015              | 10                  | 0                   | —                | —                | —                           | —                           | —                  | —                  | 10    | 0     |
| Vitória           | Total             | 10                  | 0                   | —                | —                | —                           | —                           | —                  | —                  | 10    | 0     |
| Vasco da Gama     | 2016              | 16                  | 1                   | 6                | 0                | —                           | —                           | 13                 | 1                  | 35    | 2     |
| Vasco da Gama     | Total             | 16                  | 1                   | 6                | 0                | —                           | —                           | 13                 | 1                  | 35    | 2     |
| Santa Cruz        | 2019              |                     |                     |                  |                  |                             |                             |                    |                    |       |       |
| Total na carreira | Total na carreira | 328                 | 28                  | 34               | 2                | 55                          | 0                           | 123                | 3                  | 673   | 38    |

- a. ^ Jogos da Copa do Brasil e Copa da Grécia
- b. ^ Jogos da Copa Libertadores da América, Copa Sul-Americana, Liga dos Campeões da UEFA e Liga Europa da UEFA
- c. ^ Jogos de Campeonatos estaduais e Torneios amistosos

## Títulos
São Caetano
- Campeonato Paulista de 2004

Corinthians
- Campeonato Brasileiro de 2005

Botafogo
- Taça Rio: 2012 e 2013
- Taça Guanabara: 2013 e 2015
- Campeonato Carioca: 2013

Vasco da Gama
- Taça Guanabara: 2016 e 2019
- Campeonato Carioca: 2016
- Taça Rio: 2017

### Prêmios individuais
| Ano  | Premiação                      | Prêmio                  | Time        | Resultado | Ref.   |
| ---- | ------------------------------ | ----------------------- | ----------- | --------- | ------ |
| 2005 | Prêmio Craque do Brasileirão   | Melhor volante-direito  | Corinthians | Venceu    | [ 21 ] |
| 2005 | Bola de Prata                  | Melhor volante          | Corinthians | Venceu    | [ 22 ] |
| 2006 | Prêmio Craque do Brasileirão   | Melhor volante-direito  | Corinthians | Indicado  | [ 23 ] |
| 2011 | Melhores do Campeonato Carioca | Melhor primeiro volante | Botafogo    | 2º lugar  | [ 24 ] |
| 2012 | Melhores do Campeonato Carioca | Melhor primeiro volante | Botafogo    | 3º lugar  | [ 25 ] |
| 2013 | Melhores do Campeonato Carioca | Melhor segundo volante  | Botafogo    | 2º lugar  | [ 26 ] |